# Claudio Francés
Claudio Francés (Córdoba, provincia de Córdoba; 26 de junio de 1992) es un futbolista argentino que juega en el Las Palmas del Torneo Regional Federal Amateur.

## Trayectoria
Entró a Talleres el 26 de junio de 2003, contratado por Cristian Solazzo. Jugó en las divisiones inferiores  del club (dirigidas por Héctor Chazarreta) hasta que hizo su debut como titular en el año 2010, a los 18 años, de la mano de Héctor Arzubialde contra Estudiantes de Río Cuarto, en un torneo de invierno en el que participaron también Instituto y Racing. En ese partido fue figura y ayudó a marcar el gol del empate convertido por Claudio Riaño, aunque después Talleres perdería por penales. Debutó ese mismo año con el club pero tras jugar algunos partidos, se marchó a préstamo a Defensores de Belgrano.
Quedó libre en 2014 y desde entonces, jugó en diversos clubes de Malta hasta su regreso al país en 2019 para jugar el Torneo Regional Federal Amateur con Las Palmas.

## Clubes
| Club                        | País      | Año           |
| --------------------------- | --------- | ------------- |
| Talleres                    | Argentina | 2010-2013     |
| Def. de Belgrano (préstamo) | Argentina | 2013          |
| Talleres                    | Argentina | 2014          |
| Pietà Hotspurs              | Malta     | 2014-2015     |
| Tarxien Rainbows            | Malta     | 2016          |
| Xewkija Tigers              | Malta     | 2017-2018     |
| Las Palmas                  | Argentina | 2019-presente |